# Estudos genéticos em brasileiros
Estudos genéticos em brasileiros é a área da genética populacional que estuda a composição genética dos brasileiros.
Estudos genéticos mostraram que a população brasileira como um todo possui componentes europeus, africanos subsaarianos e ameríndios.

## Os elementos formadores da população brasileira
Muitos estudos genéticos atestam que os povos ameríndios descendem diretamente de populações do leste da Sibéria que alcançaram a América do Norte entre 25 mil e 15 mil anos atrás e povoaram o continente americano ao longo dos milênios, alcançando o território brasileiro há 12 mil anos.
Quando os europeus chegaram ao Brasil, em 1500, havia no que é hoje o território nacional, milhões de indígenas, pertencentes a mais de mil grupos étnico-linguísticos. Estima-se que com a colonização, houve uma redução de 83% da população indígena no interior do país e 98% no litoral, o que se deve às doenças introduzidas pelos colonizadores, conflitos e escravização.
Durante o período colonial, entre 1500 e 1822, o Brasil recebeu entre 500 mil e 700 mil colonos portugueses, a vasta maioria dos quais homens, daí ocorrendo a miscigenação com mulheres indígenas, africanas e mestiças.
Pouco mais de 5 milhões de africanos escravizados, de diversas etnias, desembarcaram no Brasil durante o tráfico negreiro, a maioria dos quais oriundos dos atuais Angola, Congo e República Democrática do Congo, mas também de países como Nigéria, Benin, Gana, Costa do Marfim e Moçambique.
Após a independência do Brasil, ocorrida em 1822, entraram no país cinco milhões de imigrantes europeus e asiáticos (quatro milhões no período entre 1880 e 1930), predominantemente italianos, portugueses, alemães e espanhóis, mas também árabes (sírios e libaneses), japoneses e outras nacionalidades. Essa onda imigratória não afetou o Brasil de forma uniforme, pois teve importantes impactos na demografia dos estados do Sul e Sudeste, mas teve muito pouco no Nordeste do Brasil, por exemplo.

## Estudos
Um estudo autossômico de 2013 com quase 1.300 amostras de todas as regiões brasileiras, encontrou um grau majoritário de ancestralidade europeia combinado com contribuições africanas e indígenas, em graus variados. “Seguindo um gradiente crescente de Norte a Sul, a ascendência europeia foi a mais prevalente em todas as populações urbanas (com valores até 74%). As populações do Norte tinham uma proporção significativa de ascendência nativa americana que era cerca de duas vezes superior à contribuição africana. Por outro lado, no Nordeste, Centro-Oeste e Sudeste, a ascendência africana foi a segunda mais prevalente. A um nível intrapopulacional, todas as populações urbanas eram altamente misturadas, e a maior parte da variação nas proporções de ancestralidade foi observada entre indivíduos dentro de cada população e não entre populações”.
Um estudo de DNA autossômico (2011), com cerca de mil amostras de todo o país (brancos, pardos e negros, segundo as respectivas proporções), encontrou uma grande contribuição europeia, seguida de uma elevada contribuição africana e um importante componente ameríndio. “Em todas as regiões estudadas, a ascendência europeia foi predominante, com proporções variando de 60,6% no Nordeste a 77,7% no Sul”. As amostras do estudo autossômico de 2011 vieram de doadores de sangue (as classes mais baixas constituem a grande maioria dos doadores de sangue no Brasil), e também de funcionários de instituições públicas de saúde e estudantes de cursos da área da saúde. O estudo mostrou que os brasileiros de diferentes regiões são mais homogêneos do que se pensava anteriormente por alguns com base apenas no censo. “A homogeneidade brasileira é, portanto, muito maior entre as regiões brasileiras do que dentro delas”.
Um estudo de 2025, com amostras de 2723 indivíduos de todas as regiões brasileiras, sendo a mais abrangente já feita no país, concluiu que o Brasil é o país mais miscigenado do mundo e revelou que a composição genética do povo brasileiro é 58,9% europeia, 27,19% africana, 13,36% ameríndia e 0,54% asiática oriental.

### Em grupos étnicos
Segundo um estudo genético de 2009, entre os brasileiros brancos, a ancestralidade europeia varia de 71% (Minas Gerais) a 82% (Região Sul), a africana varia de 9% (Região Sul) a 16% (Minas Gerais) e a indígena, de 9,2% (Região Sul) a 14,7% (Região Nordeste).
Conforme estudo genético realizado em 2019, com a participação de 15.105 indivíduos de seis capitais brasileiras (São Paulo, Rio de Janeiro, Belo Horizonte, Porto Alegre, Vitória e Salvador), revelou que, entre os brasileiros que se classificaram como brancos, todas as capitais apresentaram alto grau de ancestralidade europeia, superior a 80%. Entre os pardos, segundo esse mesmo estudo, a composição genética é 59% europeia, 26,4% africana e 11,4% indígena.
Em um estudo com 120 amostras de afro-brasileiros, analisando o cromossomo Y, concluiu-se que metade (50%) dos cromossomos Y desse grupo étnico provém da Europa, 48% da África e 1,6% de indígenas, enquanto que, pelo DNA mitocondrial, 85% provem da África, 12,5% de indígenas e 2,5% da Europa.

### Em comunidades isoladas
Um estudo genético feito em Costa da Lagoa e São João do Rio Vermelho, comunidades isoladas na parte insular de Florianópolis (SC) fundadas por colonos portugueses do arquipélago dos Açores na segunda metade do século XVIII revelou que a ancestralidade dessas comunidades continua predominantemente europeia (de 80,6% a 93,5%), mas não é exclusivamente açoriana, pois foi detectada considerável mistura africana (12,6% a 4,1%) e indígena (de 6,8% a 2,4%) nos seus habitantes.
Estudos genéticos realizados em comunidades quilombolas têm revelado que a ancestralidade africana predomina na maioria deles, embora seja bem significativo a presença de elementos de origem europeia e indígena nessas comunidades. Isso mostra que os quilombos não foram povoados apenas por africanos, mas também por pessoas de origem europeia e indígena que foram integradas nessas comunidades. Os estudos mostram que a ancestralidade dos quilombolas é bastante heterogênea, chegando a ser quase que exclusivamente africana em alguns, como no quilombo de Valongo, no Sul, enquanto em outros a ancestralidade indígena e europeia é acentuada, como no caso dos quilombos de Cametá no Norte, do Cajueiro e do Mocambo no Nordeste.
Nas comunidades indígenas isoladas, o grau de miscigenação é pequeno e varia de etnia para etnia. Em algumas, simplesmente não há miscigenação, enquanto noutras há, porém bem pequenas.

### Estudos de DNA mitocondrial e cromossomo Y
De acordo com o projeto DNA do Brasil, com amostra de 1200 indivíduos, a porcentagens de origens de DNA mitocondrial da população brasileira é 36% africana, 34% indígena e 30% europeia, enquanto que, do ponto de vista do cromossomo Y, a porcentagem de suas origens no país é 75% europeia, 14,5% africana e 0,5% indígena.
Segundo um estudo genético de 2025, que revelou mais informações sobre a genética da população brasileira, quando se fala no DNA mitocondrial dessa população, suas origens são: 42,49% africana, 34,85% ameríndia, 21,88% europeia e 0,77% asiática oriental. Já sobre o cromossomo Y dos brasileiros, 71,07% são oriundos da Europa, 25,51% da África, 2,4% de povos ameríndios e 1% da Ásia Oriental.

## Ancestralidade por região

### Segundo Manta et al. (2013) e Lins et al. (2010)
| Região       | Europa | África Subsaariana | Ameríndios |
| ------------ | ------ | ------------------ | ---------- |
| Norte        | 51%    | 17%                | 32%        |
| Nordeste     | 56%    | 28%                | 16%        |
| Centro-Oeste | 58%    | 26%                | 16%        |
| Sudeste      | 61%    | 27%                | 12%        |
| Sul          | 74%    | 15%                | 11%        |
| Brasil       | 60%    | 25%                | 15%        |

### Segundo Souza et al. (2019)
| Região       | Europa | África Subsaariana | Ameríndios |
| ------------ | ------ | ------------------ | ---------- |
| Norte        | 52,6%  | 19,8%              | 27,7%      |
| Nordeste     | 50,8%  | 35,2%              | 13,9%      |
| Sudeste      | 68,1%  | 19,6%              | 11,6%      |
| Centro-Oeste | 62,7%  | 24,2%              | 13,1%      |
| Sul          | 81,8%  | 8,4%               | 8,6%       |
| Brasil       | 68,1%  | 19,6%              | 11,6%      |

## Composição genética da população em diferentes cidades e estados do Brasil
| Cidade/Estado/Região                                                                           | Europa | África Subsaariana | Ameríndios | Fonte                     |
| ---------------------------------------------------------------------------------------------- | ------ | ------------------ | ---------- | ------------------------- |
| Região Norte                                                                                   |        |                    |            |                           |
| Belém ( Pará)                                                                                  | 53,7%  | 16,8%              | 29,5%      | Manta et al. (2013)       |
| Pará                                                                                           | 52,4%  | 20,4%              | 27,2%      | Souza et al. (2019)       |
| Manaus ( Amazonas)                                                                             | 45,9%  | 16,3%              | 37,8%      | Manta et al. (2013)       |
| Amazonas                                                                                       | 54,9%  | 15,5%              | 29,6%      | Souza et al. (2019)       |
| Amapá                                                                                          | 47,2%  | 22%                | 30,8%      | Souza et al. (2019)       |
| Rondônia                                                                                       | 55,8%  | 21,6%              | 22,9%      | Souza et al. (2019)       |
| Região Nordeste                                                                                |        |                    |            |                           |
| Piauí                                                                                          | 60%    | 22%                | 18%        | Souza et al. (2019)       |
| Fortaleza ( Ceará)                                                                             | 48,9%  | 15,7%              | 35,4%      | Silva et al. (2015)       |
| Ceará                                                                                          | 54,5%  | 18,7%              | 26,7%      | Souza et al. (2019)       |
| Pernambuco                                                                                     | 58,8%  | 25,0%              | 16,2%      | Souza et al. (2019)       |
| Alagoas                                                                                        | 61,4%  | 22,7%              | 16,3%      | Souza et al. (2019)       |
| Salvador ( Bahia)                                                                              | 42,4%  | 50,5%              | 5,8%       | Lima-Costa et al. (2015)  |
| Monte Santo ( Bahia)                                                                           | 66,7%  | 21,2%              | 12,1%      | Oliveira (2018)           |
| Bahia                                                                                          | 48,5%  | 43,18%             | 8,29%      | Souza et al. (2019)       |
| Amostras dos municípios de Picos/PI, Ouricuri/PE, Crato/CE, Cajazeiras/PB, Sousa/PB e Patos/PB | 56,8%  | 22,9%              | 20,3%      | Mychaleckyj et al. (2017) |
| Região Sudeste                                                                                 |        |                    |            |                           |
| Ouro Preto ( Minas Gerais)                                                                     | 50,3%  | 33,3%              | 16,4%      | Queiroz et al. (2013)     |
| Montes Claros ( Minas Gerais)                                                                  | 52%    | 39%                | 9%         | Silva et al. (2010)       |
| Belo Horizonte ( Minas Gerais)                                                                 | 66%    | 32%                | 2%         | Scliar (2007)             |
| Minas Gerais                                                                                   | 59,2%  | 28,9%              | 11,9%      | Manta et al. (2013)       |
| Rio de Janeiro ( Rio de Janeiro)                                                               | 63,9%  | 25,3%              | 10,9%      | Souza et al. (2019)       |
| Rio de Janeiro                                                                                 | 64,2%  | 26,0%              | 9,9%       | Souza et al. (2019)       |
| Espírito Santo                                                                                 | 74,1%  | 13,4%              | 12,5%      | Manta et al. (2013)       |
| São Paulo ( São Paulo)                                                                         | 68,0%  | 22,5%              | 8,8%       | Souza et al. (2019)       |
| São Paulo                                                                                      | 72,5%  | 18,1%              | 8,1%       | Souza et al. (2019)       |
| Região Sul                                                                                     |        |                    |            |                           |
| Paraná                                                                                         | 71%    | 17,5%              | 11,5%      | Manta et al. (2013)       |
| Santa Catarina                                                                                 | 79,7%  | 11,4%              | 8,9%       | Manta et al. (2013)       |
| Porto Alegre ( Rio Grande do Sul)                                                              | 84,7%  | 4,5%               | 8,9%       | Souza et al. (2019)       |
| Rio Grande do Sul                                                                              | 81,8%  | 8,4%               | 8,6%       | Souza et al. (2019)       |
| Região Centro-Oeste                                                                            |        |                    |            |                           |
| Distrito Federal                                                                               | 63%    | 24,1%              | 12,9%      | Souza et al. (2019)       |
| Mato Grosso do Sul                                                                             | 59%    | 26%                | 15%        | Souza et al. (2019)       |
| Rondonópolis ( Mato Grosso)                                                                    | 59%    | 25%                | 16%        | Ferreira (2021)           |